# Japan Ice Hockey League 1994/95
Die Saison 1994/95 war die 29. Spielzeit der Japan Ice Hockey League, der höchsten japanischen Eishockeyspielklasse. Meister wurde zum insgesamt siebten Mal in der Vereinsgeschichte der Kokudo Ice Hockey Club. Topscorer mit je 46 Punkten wurden Ryan Fujita von den Seibu Prince Rabbits und Norio Suzuki von den Ōji Eagles.

## Modus
In der Regulären Saison absolvierte jede der sechs Mannschaften insgesamt 30 Spiele. Die beiden Erstplatzierten spielten anschließend in einer Best-of-Five-Serie den Meister unter sich aus. Für einen Sieg erhielt jede Mannschaft zwei Punkte, bei einem Unentschieden einen Punkt und bei einer Niederlage null Punkte.

## Reguläre Saison

### Tabelle
|    | Team                          | GP | W  | L  | T | GF  | GA  | Pts |
| -- | ----------------------------- | -- | -- | -- | - | --- | --- | --- |
| 1. | Kokudo Ice Hockey Club        | 30 | 22 | 7  | 1 | 127 | 73  | 45  |
| 2. | Seibu Prince Rabbits          | 30 | 20 | 9  | 1 | 132 | 80  | 41  |
| 3. | Shin Ōji Seishi Ice Hockey Bu | 30 | 20 | 8  | 2 | 139 | 89  | 42  |
| 4. | Nippon Paper Cranes           | 30 | 14 | 15 | 1 | 103 | 109 | 29  |
| 5. | Snow Brand Ice Hockey Club    | 30 | 10 | 18 | 2 | 71  | 118 | 22  |
| 6. | Furukawa Ice Hockey Club      | 30 | 0  | 29 | 1 | 50  | 153 | 1   |

GP = Spiele, W = Siege, L = Niederlagen, T = Unentschieden

## Finale
- Seibu Prince Rabbits – Kokudo Ice Hockey Club 2:3 Siege (3:4, 2:3 n. P., 2:1, 2:1 n. P., 1:4)

### Topscorer
Abkürzungen: T = Tore, A = Assists, P = Punkte
|     | Spieler          | Team   | T  | A  | P  |
| --- | ---------------- | ------ | -- | -- | -- |
| 1.  | Ryan Fujita      | Seibu  | 25 | 21 | 46 |
| 1.  | Norio Suzuki     | Ōji    | 16 | 30 | 46 |
| 3.  | Akihito Sugisawa | Ōji    | 17 | 21 | 38 |
| 4.  | Hiroshi Matsuura | Ōji    | 16 | 19 | 35 |
| 4.  | Taku Takahashi   | Seibu  | 16 | 19 | 35 |
| 6.  | Steven Tsujiura  | Kokudo | 12 | 20 | 32 |
| 6.  | Toshiyuki Sakai  | Kokudo | 10 | 22 | 32 |
| 8.  | Chris Yule       | Kokudo | 23 | 7  | 30 |
| 8.  | Taro Nihei       | Kokudo | 15 | 15 | 30 |
| 10. | Hideyuki Ueno    | Seibu  | 15 | 14 | 29 |

## Auszeichnungen
- Most Valuable Player – Dusty Imoo, Seibu Prince Rabbits
- Rookie of the Year – Chris Yule, Kokudo Ice Hockey Club

## All-Star-Team
| Tor          | Dusty Imoo (Seibu)       | Dusty Imoo (Seibu)       | Dusty Imoo (Seibu)    | Dusty Imoo (Seibu)     | Dusty Imoo (Seibu)     | Dusty Imoo (Seibu)     |
| Verteidigung | Kunio Takagi (Kokudo)    | Kunio Takagi (Kokudo)    | Kunio Takagi (Kokudo) | Hidekatsu Takagi (Ōji) | Hidekatsu Takagi (Ōji) | Hidekatsu Takagi (Ōji) |
| Sturm        | Steven Tsujiura (Kokudo) | Steven Tsujiura (Kokudo) | Ryan Fujita (Seibu)   | Ryan Fujita (Seibu)    | Norio Suzuki (Ōji)     | Norio Suzuki (Ōji)     |